# يو إف سي 104
يو إف سي 104: ماتشيدا ضد شوغون (بالإنجليزية: UFC 104: Machida vs. Shogun)‏ هو حدث لفنون القتال المختلطة نظمته يو إف سي، أُقيم في 24 أكتوبر 2009، على ستيبلز سينتر في لوس أنجلوس، كاليفورنيا، الولايات المتحدة.